# Cinnamomum rufotomentosum
Cinnamomum rufotomentosum là loài thực vật có hoa trong họ Nguyệt quế. Loài này được K.M.Lan miêu tả khoa học đầu tiên năm 1986.